# Józef Jarząb
Józef Jarząb (ur. 10 marca 1889 w Krużlowej, zm. 10 marca 1969 w  Lublinie) – polski lekarz. Specjalizował się w stomatologii oraz chirurgii szczękowej. 

## Życiorys
Studia rozpoczął na Wydziale Lekarskim Uniwersytetu Jagiellońskiego. Dyplom lekarza dentysty uzyskał w 1922 roku w Warszawie. Następnie wyjechał do Lwowa, gdzie był starszym asystentem w Katedrze Stomatologii Uniwersytetu Jana Kazimierza. Był uczniem Antoniego Cieszyńskiego. 
W 1929 zaczął kierować Oddziałem Stomatologicznym Wydziału Lekarskiego Uniwersytetu Poznańskiego.
Podczas II wojny światowej organizował tajne komplety z zakresu praktyk lekarskich. Po wojnie pełnił funkcję dziekana na Uniwersytecie Łódzkim. Miał tam pod swoją opieką katedrę ortodoncji. W 1948 dzięki jego staraniom powstała w Lublinie katedra stomatologii Akademii medycznej. Jako pierwszy lekarz zastosował  penicylinę w leczeniu promienicy twarzowo szyjnej, a także znieczulenie ogólne w szczękościsku. Działał w wielu europejskich towarzystwach naukowych. Odznaczono go Krzyżem Kawalerskim Orderu Odrodzenia Polski oraz Złotym Krzyżem Zasługi.
Ojciec prof. dr hab. Zofii Grażyny Jarząb.